# Kerstin Grönvall
Kerstin Grönvall, född 1945 i Lovisa, Finland, är en finlands-svensk keramiker och målare.
Kerstin Grönvall är dotter till konstnären Gio Grönvall och hans hustru Margit och syster till Synnöve Carlsson. Efter Högskolan i Finland studerade hon för sin far under en period, därefter reste hon till Sverige för att under åren 1966-1969 studera på Valands i Göteborg, samtidigt som hon studerade, fick hon anställning som designer på Tilgmans keramik i Göteborg. Där formgav hon björnar, figurer och andra föremål. När Harry Tilgman flyttade verksamheten till Irland 1974, följde Kerstin Grönvall med. Hon arbetar sedan vid företaget fram till 1976. Tilgman avlider 1974, och småningom läggs verksamheten ner. 1976 öppnar Kerstin Grönvall sin egen ateljé KG Ceramics. 1979 flyttar hon och verksamheten tillbaks till Sverige.  Först till Jönköpings kommun, sedan Finspångs kommun, och slutligen Omberg, Ödeshögs kommun,där hon fortfarande är verksam, förutom ett Irlandsuppehåll på 18 år 
Hon har medverkat i ett flertal utställningar på Irland vid The Glebe Gallery i Church Hill och The Workhouse Dunfanaghy. I Sverige har hon medverkat på Närt o Kärt i Östersund, Bipol Symposium i Lund, Kraftverket i Mjölby, Heda i Ödeshög, Stacken i Linköping samt Kvarnen Boet. Hon har tilldelades Ödeshögs Kulturpris och pris vid The Glege Gallery Open Art Exhibition på Irland. Hennes keramikföremål är signerade "KG". Som bildkonstnär har hon målat ett stort antal hästar.